# Настільний теніс на Європейських іграх 2023
Змагання зі настільного тенісу на Європейських іграх 2023 року пройшли у місті Краків з 23 червня по 1 липня 2023 року. Ці змагання були кваліфікіційними на Олімпійські ігри 2024 року.

## Медальний залік
*   Країна-господарка ( Польща)
| Місце               | Країна              | Золото | Срібло | Бронза | Загалом |
| ------------------- | ------------------- | ------ | ------ | ------ | ------- |
| 1                   | Німеччина (GER)     | 2      | 1      | 0      | 3       |
| 2                   | Румунія (ROU)       | 2      | 0      | 2      | 4       |
| 3                   | Франція (FRA)       | 1      | 0      | 2      | 3       |
| 4                   | Португалія (POR)    | 0      | 1      | 1      | 2       |
| 5                   | Угорщина (HUN)      | 0      | 1      | 0      | 1       |
| 5                   | Монако (MON)        | 0      | 1      | 0      | 1       |
| 5                   | Швеція (SWE)        | 0      | 1      | 0      | 1       |
| Загалом (7 збірних) | Загалом (7 збірних) | 5      | 5      | 5      | 15      |

## Результати
| Дисципліна       | Золото                                               | Срібло                                                   | Бронза                                |
| ---------------- | ---------------------------------------------------- | -------------------------------------------------------- | ------------------------------------- |
| Чоловіки         | Фелікс Лебрун (FRA)                                  | Маркуш Фрейташ (POR)                                     | Алексі Лебрун (FRA)                   |
| Чоловіча команда | Німеччина Патрік Франциска Дмитро Овчаров Данг Цю    | Швеція Антон Келлберг Крістіан Карлссон Трульс Мьорегорд | Франція Сімон Гозі Алексі Лебрун      |
| Жінки            | Бернадетт Сьеч (ROU)                                 | Сяосінь Янг (MON)                                        | Елізабета Самара (ROU)                |
| Жіноча команда   | Румунія Адіна Дьякону Андреа Драгоман Бернадетт Сьеч | Німеччина Шань Сяона Хань Їн Ніна Міттельхам             | Польща Шао Цзєні Матільда Пінто Фу Ю  |
| Змішані пари     | Німеччина Данг Цю Ніна Міттельхам                    | Угорщина Нандор Есекі Дора Мадарас                       | Румунія Овідіу Йонеску Бернадетт Сьеч |